# J. C. Tran
J. C. Tran, vero nome Justin Cuong Van Tran (Vietnam, 20 gennaio 1977), è un giocatore di poker vietnamita con cittadinanza statunitense.

## Carriera
Tran ha vinto due braccialetti delle World Series of Poker, il Main Event del World Championship of Online Poker, un titolo del World Poker Tour (World Poker Challenge 2007). Ha inoltre disputato cinque tavoli finali WPT ed è stato nominato Giocatore dell'anno WPT nella quinta stagione del circuito.
Tran ha disputato 3 tavoli finali alle WSOP, ed ha chiuso ITM al Main Event delle WSOP 2004 e 2005, finendo 117º in entrambe le edizioni. Tran anche chiuso al secondo posto in un evento del Circuito delle World Series of Poker, vincendo $251.920.
Il 30 giugno 2008 Tran ha vinto il suo primo braccialetto nelle World Series of Poker 2008, nell'evento numero 49, ossia il $1.500 No Limit Hold'em; in quell'occasione Tran ha vinto la cifra di $631.170.
Nel giugno 2009 ha centrato il suo secondo braccialetto, dopo aver vinto l'evento $2.500 Pot-limit Omaha.
Alle WSOP 2013 è riuscito a qualificarsi per il tavolo finale del Main Event concludendo in quinta posizione e aggiudicandosi un premio finale di $2.106.893.

## Braccialetti
| Stagione | Torneo                  | Premio   |
| -------- | ----------------------- | -------- |
| 2008     | $1.500 No-Limit Hold'em | $631.170 |
| 2009     | 2.500 Pot Limit Omaha   | $235.685 |